# Enrico Nistri
Enrico Nistri (Firenze, 3 maggio 1953) è un giornalista, storico e scrittore italiano, studioso del fascismo e divulgatore di argomenti storici in generale.

## Biografia

### L'attività in ambito editoriale
Giornalista, dal 1980 collabora con vari giornali nazionali e rilevanti riviste.
Collabora in TV alla Rai nei programmi La Storia siamo noi e nelle rubriche Dieci Minuti, Dossier e Mizar.
Il suo primo libro è del 1979, dal titolo Eserciti e società nell'età moderna, poi ha curato Gli Uomini e la Storia, di Jacob Burckhardt.. Dal 1983 scrive anche libri di scuola, infatti ha collaborato con Claudio De Boni, Roberto de Mattei e Massimo Viglione.
Nel 1996 invece pubblica per Loggia de'Lanzi il suo primo dizionario dal titolo C'era una volta la scuola: dizionario tascabile della pubblica istruzione, da Gentile a Berlinguer.
Dal 2005, al Caffè la Versiliana, alternandosi con Romano Battaglia ha condotto un ciclo d'incontri con grandi personaggi del panorama culturale e politico italiano fra i quali: Enzo Bettiza, Mario Cervi, Arrigo Petacco, Magdi Cristiano Allam, Oliviero Beha, Furio Colombo, Maria Giovanna Maglie, Emanuele Macaluso, Salvatore Squitieri, Stefania Craxi, Piero Sansonetti, Fulco Pratesi, Marcello Veneziani.
Nel 2010 ha presentato al Salone Annigoni della Basilica di San Marco a Firenze l'incontro letterario "Da Firenze alle stelle" i libri di Giancarlo Bianchi "Nel tuo volto", di Lilly Brogi "Amoregginadone" e di Padre Fausto Sbaffoni "Pellegrini dell'oltre".
Il libro Viaggio a Petra e in Terra Santa: David Roberts, è stato tradotto in diverse lingue (francese, giapponese, ecc.); anche il libro  David Roberts. Egitto e Terra Santa, che segue Viaggio a Petra e in Terra Santa: David Roberts, è stato tradotto in tedesco e francese.

### L'impegno politico
Si candida alle elezioni politiche del 1996 per il Polo delle Libertà nel collegio uninominale di Empoli, senza essere eletto.
Nel 2005 si candida come consigliere alle elezioni regionali toscane, nelle file di Alleanza Nazionale, nel collegio provinciale di Firenze, senza essere eletto.

## Pubblicazioni
- 1979: Eserciti e società nell'età moderna, Casa Editrice D'Anna[10]
- 1980: Gli Uomini e la Storia, Editore G.Volpe - scritto da Jacob Burckhardt e curato da Enrico Nistri[11][12]
- 1991: Di castello in castello: L'Aretino, - scritto insieme a Nico Tondini[13]
- 1993: Le famiglie di Firenze, Volume 1, Bonechi Editore- scritto insieme a Roberto Ciabani, Beatrix Elliker[14]
- 1995: Anni trenta: ritratto di un decennio tra politica, cultura e costume, Loggia de' Lanzi[15]
- 1996: Julius Evola. Mito, azione, civiltà, Il Cerchio - scritto insieme a De Turris Gianfranco e Morganti Adolfo[16]
- 1997: Viaggio a Petra e in Terra Santa: David Roberts (anche in francese, giapponese e inglese[17][18]) Bonechi[19]
- 1997: I tre anni che sconvolsero la destra (e non solo) - Editore Loggia de' Lanzi[20]
- 2000: David Roberts. Egitto e Terra Santa (anche in tedesco e francese), Bonechi Editore - scritto insieme a Rita Bianucci[21]
- 2001: La grande storia della Toscana, Bonechi Editore - scritto insieme a Maurilio Andriani[22]
- 2001: Il villaggio tribale: cronache italiane di fine millennio, Editore LoGisma[23]
- 2008: La Firenze della ricostruzione: 1944-1957 : dall'11 agosto all'anno dei tre ponti, Editore Ibiskos[24]
- 2010: Gli Alli Maccarani. Una casata attraverso venticinque secoli di storia, Editrice Polistampa[25]
- 2010: Incontri e scontri alla Versiliana. Cinque anni di percorsi dal Novecento, Editore SassoScritto[26]

### Per le scuole
- 1983: Il racconto del tempo. Corso di storia per la Scuola media con educazione civica, Editore Paradigma - scritto insieme a Giulio Baldi[27]
- 1992: L'europa e gli altri. Corso di storia per il triennio, Casa Editrice D'Anna[28]
- 1993: Percorsi tematici, questionari di verifica, Casa Editrice D'Anna - scritto con Claudio De Boni[29]
- 1998: L'Europa e gli altri. Corso di storia. Per le Scuole superiori, Casa Editrice D'Anna - scritto insieme a Claudio De Boni[30]
- 2004: Alle radici del domani. Dall'umanesimo alla rivoluzione francese, Editore Ghisetti e Corvi - scritto insieme a Roberto de Mattei e Massimo Viglione[31]
- 2004: Alle radici del domani. L'Ottocento e il novecento, Editore Ghisetti e Corvi - insieme a Roberto De Mattei e Massimo Viglione[32]
- 2004: Alle radici del domani. Il medioevo, Editore Ghisetti e Corvi - scritto insieme a Roberto De Mattei e Massimo Viglione[33]

### Dizionari
- 1999: C'era una volta la scuola: dizionario tascabile della pubblica istruzione, da Gentile a Berlinguer, Editore Loggia de'Lanzi[34]
- 2006: Euromiti : dalla A alla Z dizionario delle eurobufale, Sassoscritto Editore - scritto da Massimo Giacomini e Nicoletta Spina e commento finale di Nistri[35]

### Collaborazioni
- 2000: I	 pinguini dell'Adriatico : avventure di un ragazzo toscano degli anni Trenta, Editore Logisma, scritto da Giorgio Batini e postfazione di Nistri[36]
- 2007: 25 luglio 1943. Il suicidio inconsapevole di un regime, Editore Ibiskos - con Marco Rossi e Mario Ragionieri[37]
- 2008: Mario: Webster's Quotations, Facts and Phrases[38]